# Agrupament Escolta i Guia Sant Jordi
L'Agrupament Escolta i Guia Sant Jordi (AEiG Sant Jordi) és una entitat d'educació en el lleure d'infants i joves situada a Esplugues de Llobregat, a la comarca del Baix Llobregat. L'agrupament aplica el mètode escolta i guia i forma part de la federació Minyons Escoltes i Guies de Catalunya.
L'agrupament neix el 1963, quan Josep Prats i Picó impulsa la creació d'una primera Patrulla Lliure formada per nois d'entre onze i quinze anys. Seguint l'exemple de les patrulles franceses Foulards Noirs, el primer fulard era completament negre. Més endavant s'hi afegí una tira vermella que recorda la creu de la bandera de Sant Jordi.
El 2013 l'entitat celebra el seu 50è aniversari amb diversos actes commemoratius.